# Parnassia
Parnassia és un gènere de plantes amb flors Per alguns especialistes és l'únic gènere de la família Parnassiaceae, d'altres també hi inclouen el petit gènere Lepuropetalon. Aquestes plantes es troben a la zona àrtica i alpina com també en dunes i torberes i boscos humits de l'hemisferi nord.
Arriben a fer 20 cm d'alt, les flors tenen 5 pètals blancs, floreixen de l'estiu a la tardor.
Als Països Catalans es fa l'espècie Parnassia palustris subespècie palustris anomenada fetgera blanca

## Taxonomia
- P. asarifolia
- P. cabulica
- P. caroliniana
- P. californica
- P. cirrata
- P. fimbriata
- P. glauca
- P. grandifolia
- P. kotzebuei
- P. palustris